# Selim al III-lea
Selim al III-lea (n. 24 decembrie 1761, Constantinopol, Imperiul Otoman – d. 29 iulie 1808, Constantinopol, Imperiul Otoman) a fost sultanul Imperiului Otoman în perioada 7 aprilie 1789 – 29 mai 1807. El era fiul sultanului Mustafa al III-lea și al sultanei Mihrisah. Mama lui era de origine georgiană.
A încercat să realizeze o reformă fiscală și funciară și a instaurat corpuri de armată în stil militar european, dar incapabil să-și impună reformele în fața ienicerilor le-a anulat. A fost imediat detronat și strangulat la ordinul succesorului său, Mustafa IV.